# Igor Nedorezov
Igor Olegovich Nedorezov (tiếng Nga: Игорь Олегович Недорезов; sinh ngày 27 tháng 6 năm 1981) là một cầu thủ bóng đá người Nga. Anh thi đấu cho FC Pskov-747.

## Sự nghiệp câu lạc bộ
Anh có màn ra mắt tại Giải bóng đá ngoại hạng Nga năm 2000 cho F.K. Zenit St. Petersburg, và thi đấu seven games for them tại 2000 UEFA Intertoto Cup.

## Danh hiệu
- Giải bóng đá ngoại hạng Nga á quân: 2003.
- Giải bóng đá ngoại hạng Nga bronze: 2001.